# 마야 보호시에비치
마야 보호시에비치(Maja Bohosiewicz, 1990년 11월 20일 ~ )는 폴란드의 배우이다.